# سفارة فيتنام في الصين
سفارة فيتنام في الصين هي أرفع تمثيل دبلوماسي لدولة فيتنام لدى الصين. تقع السفارة في بكين وهي تهدف لتعزيز المصالح الفيتنامية في الصين.

## وصلات خارجية
- الموقع الرسمي
- قائمة سفارات فيتنام
- قائمة السفارات في الصين